# Tölpel-Hans

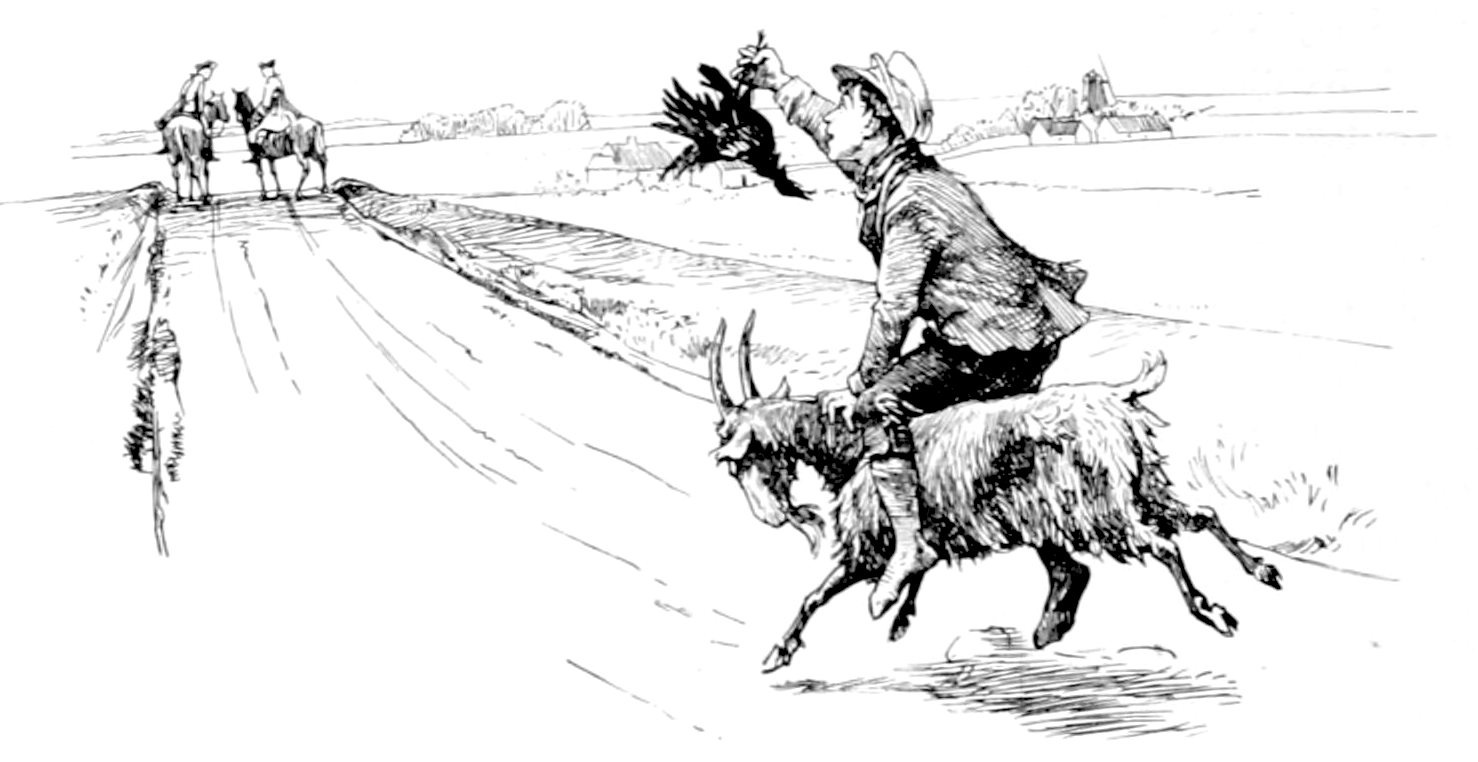

Tölpel-Hans (dänisch Klods-Hans) ist ein im Jahr 1855 erschienenes Kunstmärchen von Hans Christian Andersen. Das Märchen handelt von drei Brüdern, die um die Hand einer Prinzessin kämpfen.

## Inhalt
Drei Brüder wollen um die schöne Königstochter freien, die den Mann ehelichen will, der für sich selbst sprechen kann. Die beiden Älteren sind elegant und gebildet und reiten auf edlen Pferden, aber der Jüngste, der Tölpel-Hans, reitet auf einer Ziege. Während der Fahrt hebt er eine tote Krähe, einen alten Holzschuh und etwas Schlamm auf, den er der Prinzessin geben will.
Als die Brüder die Prinzessin treffen, reagieren die beiden Ältesten nicht mehr, während Tölpel-Hans bittet, die Krähe im Schuh gekocht und mit Schlamm serviert zu bekommen. Die Prinzessin wählt ihn als ihren Ehemann, weil er im Gegensatz zu den anderen Freiern für sich selbst sprechen kann.

## Verfilmung
- 1988 erschien unter der Regie von Bodo Schwarz die Verfilmung Der Tölpelhans für das Fernsehen der DDR.[1][2]